# Anomochilus
Anomochilus es el único género conocido de serpientes de la familia Anomochilidae. Se distribuyen entre Malasia e Indonesia.

## Especies
Se distinguen las siguientes especies:
- Anomochilus leonardi Smith, 1940
- Anomochilus monticola Das, Lakim, Lim & Hui, 2008
- Anomochilus weberi (Lidth de Jeude, 1890)